# Júlio de Castilhos (Rio Grande do Sul)
Júlio de Castilhos é um município brasileiro do estado do Rio Grande do Sul. 
Localizado na Mesorregião do Centro Ocidental Rio-Grandense e na Microrregião de Santiago. De acordo com o recenseamento de 2022, realizado pelo Instituto Brasileiro de Geografia e Estatística, o município possui uma população de 18.226 habitantes.

## História
Segundo o historiador Firmino Costa, nas terras do atual município de Júlio de Castilhos, em tempos imemoráveis, vagavam os povos indígenas tapes.
No início do século XVII, foram encontrados pelos jesuítas da Companhia de Jesus que os reuniram e os organizaram em uma missão: a Redução de Natividade de Nossa Senhora, fundada em 1633 pelo padre Pedro Álvares, que poderia estar localizada dentro dos limites do atual município.
Temendo o ataque dos bandeirantes, que preavam indígenas para o trabalho forçado nos engenhos do norte, em 1638, foi abandonada em uma fuga para além do Rio Uruguai.
Meio século depois, os jesuítas retornaram fundando os Sete Povos das Missões (1660 a 1690) e as grandes estâncias jesuíticas. Duas delas estariam em terras do atual município: a Estância de São Pedro e a de Santo Antônio, pertencentes ao Povo de São Lourenço.
Eram terras do domínio espanhol até 1801, quando houve a Conquista das Missões pelos portugueses. Começa então o povoamento da região.
Chegam os pioneiros na ocupação das terras do atual município: paulistas e paranaenses. Entre eles, de 1809 a 1811, André Pereira Garcia e Manuel Moreira Pais.
Em 1812 ou 1813, chega João Vieira de Alvarenga, jovem com cerca de 24 anos, sua mulher Maria Rosa de Morais e seu primeiro filho, o menino Manoel, e alguns escravizados africanos, ocupando terras devolutas entre os pioneiros citados, cujo título de Sesmaria ele teria recebido em 1826.
Escolheu o alto da Coxilha do Durasnal, onde hoje é o centro da cidade, ali estabelecendo seus ranchos e mangueira começando a criar gado. O local do rodeio teria sido o da atual praça que leva seu nome. O local, entre São Martinho e Cruz Alta, era ponto de pouso e sesteada de tropeiros de mulas e ele denominou sua fazenda de "Boa Vista", que pode ser considerado como o primeiro topônimo de Júlio de Castilhos.
Com o tempo, o lugar ficou sendo mais conhecido como "o João Vieira".
Em 1834, surgiu o Município de Cruz Alta, desmembrado do de Rio Pardo. A sede do atual Município de Júlio de Castilhos ficava em terras de seu distrito de São Martinho.
O fazendeiro curitibano João Vieira de Alvarenga, que se dedicava mais a carretear, levando erva para o Uruguai, deixou que muitos se estabelecessem junto à sua fazenda, no desejo de vê-la transformada em um povoado.
Em 1870, procedia-se o traçado e demarcação das ruas e praça da incipiente povoação que passou a ser conhecida como Povo Novo.
Em 1876, com a emancipação de São Martinho, foi criado o seu 2º Distrito de Povo Novo.
Em 17 de junho de 1877, Manuel Vieira de Alvarenga que herdou a área do Povo Novo, por falecimento de seu pai em 1856, faz a doação oficial de uma área de 43 hectares que ocupa grande parte do centro da atual cidade. Essa data pode ser considerada como a de fundação da cidade de Júlio de Castilhos.
Em 1885, foi trocada a denominação do lugar para Vila Rica e, em 14 de julho de 1891 - Lei nº 607, emancipado de São Martinho, passou a constituir o município de Vila Rica.
De início teve duas comissões administrativas composta de cinco pessoas e, em fins de 1892, foi nomeado o primeiro intendente (prefeito) provisório, Gonçalo Soares da Silva.
Em fins de 1896 houve a primeira eleição do município, com a vitória do capitão Luís Gonzaga de Azevedo.
De 1905 em diante, homenageando seu filho mais ilustre, a cidade passou a denominar-se Júlio de Castilhos.

### Prefeitos
| Nº | Nome                              | Partido | Início do mandato     | Fim do mandato         | Observações       |
| 1  | Aristides Moraes Gomes            | —       | 1930                  | 1932                   | Prefeito nomeado  |
| 2  | Harvey de Azambuja                | —       | 1932                  | 1934                   | Prefeito nomeado  |
| 3  | José Pereira de Vasconcelos Filho | —       | 1934                  | 1935                   | Prefeito nomeado  |
| 4  | Novembrino Brás Lenzi             | —       | 1936                  | 1938                   | Prefeito nomeado  |
| 5  | Canápio Barcelos Feio             | —       | 1938                  | 1938                   | Prefeito nomeado  |
| 6  | Carlos Correia da Silva           | —       | 1938                  | 1940                   | Prefeito nomeado  |
| 7  | Aristides de Morais Gomes         | —       | 1940                  | 1943                   | Prefeito nomeado  |
| 8  | Pedro Sousa                       | —       | 1944                  | 1945                   | Prefeito nomeado  |
| 9  | Dulcemar de Melo Ribas            | —       | 1945                  | 1945                   | Prefeito nomeado  |
| 10 | Antônio Augusto Uflacker          | —       | 1945                  | 1945                   | Prefeito nomeado  |
| 11 | Mário de Almeida Gomes            | —       | 1945                  | 1946                   | Prefeito nomeado  |
| 12 | Dulcemar de Melo Ribas            | —       | 1946                  | 1947                   | Prefeito nomeado  |
| 13 | Ângelo Reginatto                  | —       | 1947                  | 1947                   | —                 |
| 14 | Jorge Alberto Mascarenhas         | —       | 1947                  | 1951                   | —                 |
| 15 | Ibis Castilhos Lopes              | —       | 1951                  | 1955                   | —                 |
| 16 | Victor Waihrich                   | —       | 1955                  | 1959                   | —                 |
| 17 | Ibis Castilhos Lopes              | —       | 1959                  | 1963                   | —                 |
| 18 | Paulo Rosa Waihrich               | —       | 1963                  | 1969                   | —                 |
| 19 | Vicente Mileno de Castro Moreira  | PDS     | 1969                  | 1973                   | —                 |
| 20 | Paulo Rosa Waihrich               | —       | 1973                  | 1974                   | —                 |
| 21 | Sérgio Paulo Rosa Guimarães       | —       | 1974                  | 1977                   | —                 |
| 22 | Vicente Mileno de Castro Moreira  | PDS     | 1977                  | 1982                   | —                 |
| 23 | Romeu Martins Ribeiro             | PMDB    | 1983                  | 1988                   | Prefeito eleito   |
| 24 | José Antônio Razia                | PMDB    | 1989                  | 1992                   | Prefeito eleito   |
| 25 | Romeu Martins Ribeiro             | PMDB    | 1º de janeiro de 1993 | 31 de dezembro de 1996 | Prefeito eleito   |
| 26 | Getúlio Barros Vargas             | PP      | 1º de janeiro de 1997 | 31 de dezembro de 2000 | Prefeito eleito   |
| 27 | Romeu Martins Ribeiro             | PMDB    | 1º de janeiro de 2001 | 31 de dezembro de 2004 | Prefeito eleito   |
| 28 | João Vestena                      | PSB     | 1º de janeiro de 2005 | 31 de dezembro de 2008 | Prefeito eleito   |
| —  | João Vestena                      | PSB     | 1º de janeiro de 2009 | 31 de dezembro de 2012 | Prefeito reeleito |
| 29 | Vera Dalcin                       | PSDB    | 1º de janeiro de 2013 | 31 de dezembro de 2016 | Prefeita Eleita   |
| 30 | João Vestena                      | PSB     | 1º de janeiro de 2016 | 31 de dezembro de 2020 | Prefeito Eleito   |
| 31 | Bernardo Quatrin Dalla Corte      | PSDB    | 1º de janeiro de 2021 | Atual                  |                   |

## Geografia
O município localiza-se a uma latitude de 29º13'37" sul e a uma longitude de 53º40'54" oeste, estando a uma altitude média de 513 metros.
- Taxa de analfabetismo (2000): 8,36%
- Expectativa de vida ao nascer (2000): 74,67 anos
- Coeficiente de mortalidade infantil (2006): 20,41/1000 nascidos vivos

### Altitudes:
- 529 metros (centro da Praça João Vieira de Alvarenga),
- 516 metros (Estação Meteorológica)
- 503,81 metros (Estação Ferroviária)

### Subdivisões

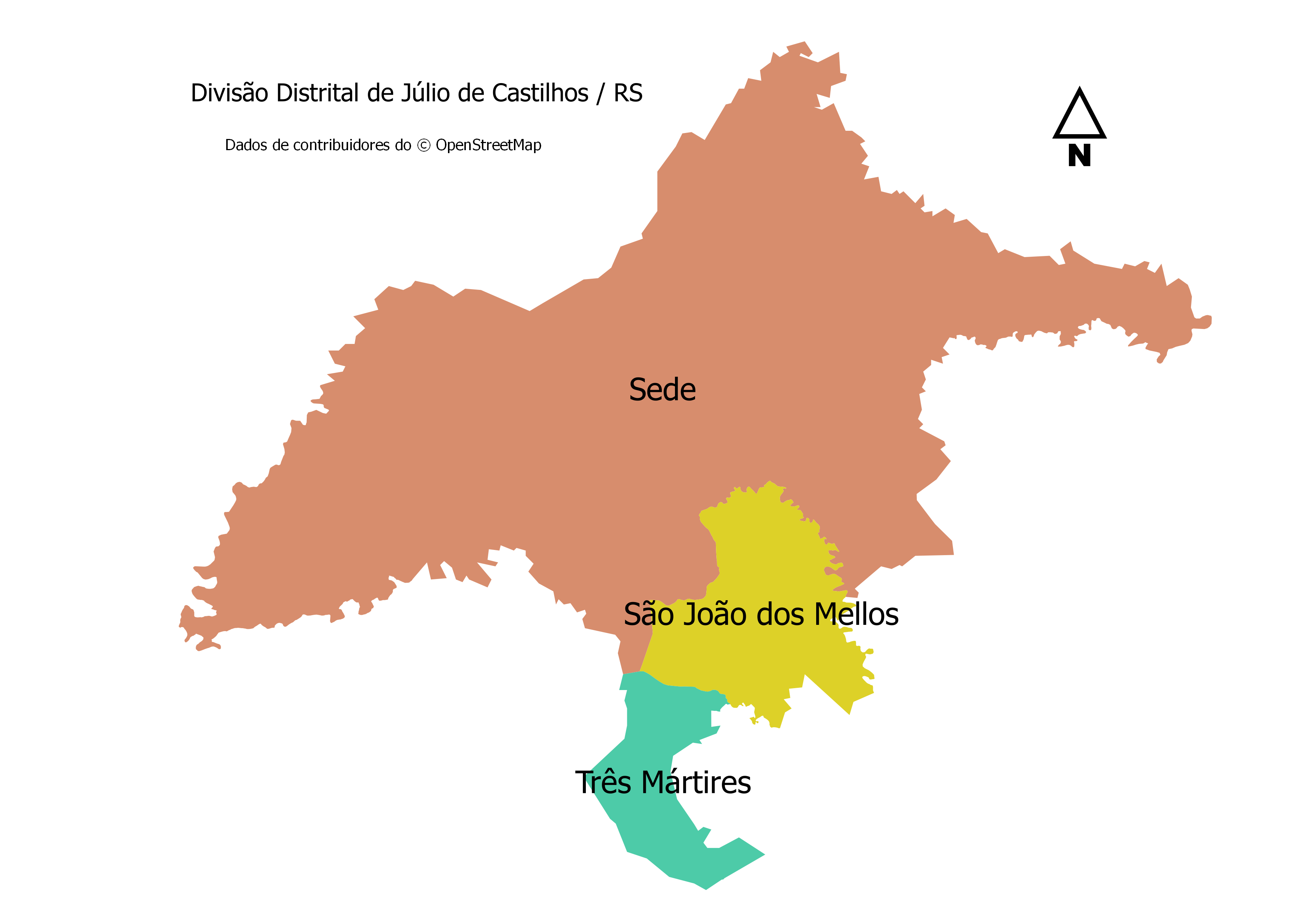
Divisão distrital do município. Dados do OpenStreetMap. Em 2023 foi criado o distrito de Val de Serra

O município de Júlio de Castilhos está oficialmente divido em quatro distritos e os distritos reúnem localidades:
1. Sede: Ou Júlio de Castilhos, sede do município. Localidades / bairros: Centro, Minuano, Taquara, São Cristóvão, São Lourenço, Santa Júlia.
2. Três Mártires: O distrito possui cerca de 1 000 habitantes e está situado na região sul do município.[8] Localidades / bairros: Val de Serra, Linha Quarta Norte, Três Mártires.[9]
3. São João dos Mellos: Distrito que possui cerca de 700 habitantes e está situado na região sul do município.[8] Localidades / bairros: Santa Teresinha, São João dos Mellos, Santo Antão.[9]
4. Val de Serra: Distrito criado em 2023[10], desmembrado de Três Mártires. Localidades / bairros: Val de Serra

### Transportes
O município é servido com transporte rodoviário e ferroviário (ALL – América Latina Logística).

## Economia
Era considerada a capital brasileira do gado charolês, também foi considerada a primeira cidade do mundo a nascer o primeiro gado charolês mocho.[carece de fontes?]
Atualmente com o aquecimento da economia castilhense nos últimos anos, assegurada pelo grande aumento na produção do binômio Trigo / Soja, o município tem o título de 3° maior produtor de soja do estado do Rio Grande do Sul.[carece de fontes?] As exportações totais do município em 2006 foi de U$ FOB 3.959.575,00.[carece de fontes?]

## Infraestrutura
Júlio de Castilhos possui uma infraestrutura em constante crescimento, devido ao aquecimento da economia castilhense nos últimos anos, assegurada pelo binômio Trigo / Soja. Embora tenha um IDH relativamente alto, a cidade acumula bolsões de pobreza em algumas áreas, sobretudo nas zonas rurais, onde não há um sistema de saúde e educação de qualidade. As ruas da cidade começaram a receber asfalto apenas há alguns anos atrás, e somente nas ruas principais. A cidade conta com três instituições de ensino que capacitam alunos ao ensino médio, sendo duas delas estaduais e uma federal. O IF Farroupilha Campus Julio de Castilhos, conta com ensino médio integrado a cursos técnicos, e cursos técnicos concomitantes e subsequentes, e cursos superiores de tecnologia, bacharelados e licenciaturas. O instituto também possui pós graduações.
O saneamento básico da cidade encontra diversos problemas, principalmente nos bairros mais modestos, onde não há uma vigilância por parte do governo municipal em relação aos problemas mais precários. A segurança pública vem melhorando nos últimos anos, devido a investimentos na área, mas não atende boa parte da população rural, e necessita de uma política de velocidade no atendimento.

## Turismo

### Expojuc
O principal evento que acontecia no município era realizado durante o mês de outubro anualmente Exposição Feira Agropecuária Expojuc, onde havia várias atrações artísticas e exposições, que estava dentre as dez maiores feiras do estado do Rio Grande do Sul.

### Val de Serra
Possui uma população de 500 pessoas e está localizado na região sul do município de Júlio de Castilhos. Atualmente ela é uma localidade, que faz parte do distrito de Três Mártires. Em Val de Serra está localizada a Estação Ferroviária de Val de Serra, que nos seus tempos de ouro foi a segunda maior estação em movimento de cargas do Rio Grande do Sul, devido a proximidade com a Quarta Colônia de Imigração Italiana.

### Turismo ecologico
Val de Serra possui em seu entorno e limites enquanto localidade cerca de 12 cascatas e cachoeiras. No Complexo de Cascatas Val de Serra/Piruva, na parte inferior, existem a Cascata Pedras Pretas e a Cascata dos Degraus; na parte superior, a Cascata do Adelar (ou do Negro), Cascata da Rocha (ou da Pedreira), Cascatinha da Afogada, Cascata dos Cipós e Xaxins e Cascata do Clécio. Na parte superior do Complexo também encontra-se o Mirante do Cânion, lugar usado para prática de rapel. Na localidade, na região do Rincão dos Bastos, no rio Tabuleiro, há a Cascata do Poço Azul e Cascata das Correntes. Próximo ao encontro com o Rio Tabuleiro e Rio Mello encontra-se a Cascata da Papuda. Na parte superior do Rio Mello, no Rincão dos Bastos, em divisa com a localidade de Santa Terezinha/Santo Antão, na região do distrito de São João dos Mellos, encontra-se a Cascata 333. 
Jardim das Esculturas
 

o Jardim das Esculturas, localizado na localidade de São Jõao dos Melos. O Jardim abriga mais de 800 esculturas em pedras de arenito botucatu criadas pelo escultor Rogério Bertoldo. Nascido em 15 de maio de 1969 no Hospital Bernardina Salles de Barros em Júlio de Castilhos, segundo filho do casal de agricultores Eloi Mariano Bertoldo (in menorian) e de Terezinha de Souza Bertoldo, o artista iniciou o seu trabalho esculpindo  60 obras representando Asanas (posturas de yoga) as quais tinham o objetivo de criar um memorial do yoga. Depois de que começou a abordar outras temáticas, formou-se o Jardim das Esculturas. As esculturas chegam a pesar mais de 1.700 Kg por metro cúbico e são ponto de visita para milhares de pessoas desde 2005.